# Navalacruz (kommunhuvudort)
Navalacruz är en kommunhuvudort i Spanien.   Den ligger i provinsen Provincia de Ávila och regionen Kastilien och Leon, i den centrala delen av landet, 100 km väster om huvudstaden Madrid. Navalacruz ligger 1 236 meter över havet och antalet invånare är 271.
Terrängen runt Navalacruz är kuperad. Runt Navalacruz är det glesbefolkat, med 8 invånare per kvadratkilometer. Närmaste större samhälle är Burgohondo, 12,7 km öster om Navalacruz. 